# Orde van Koningin Jelena

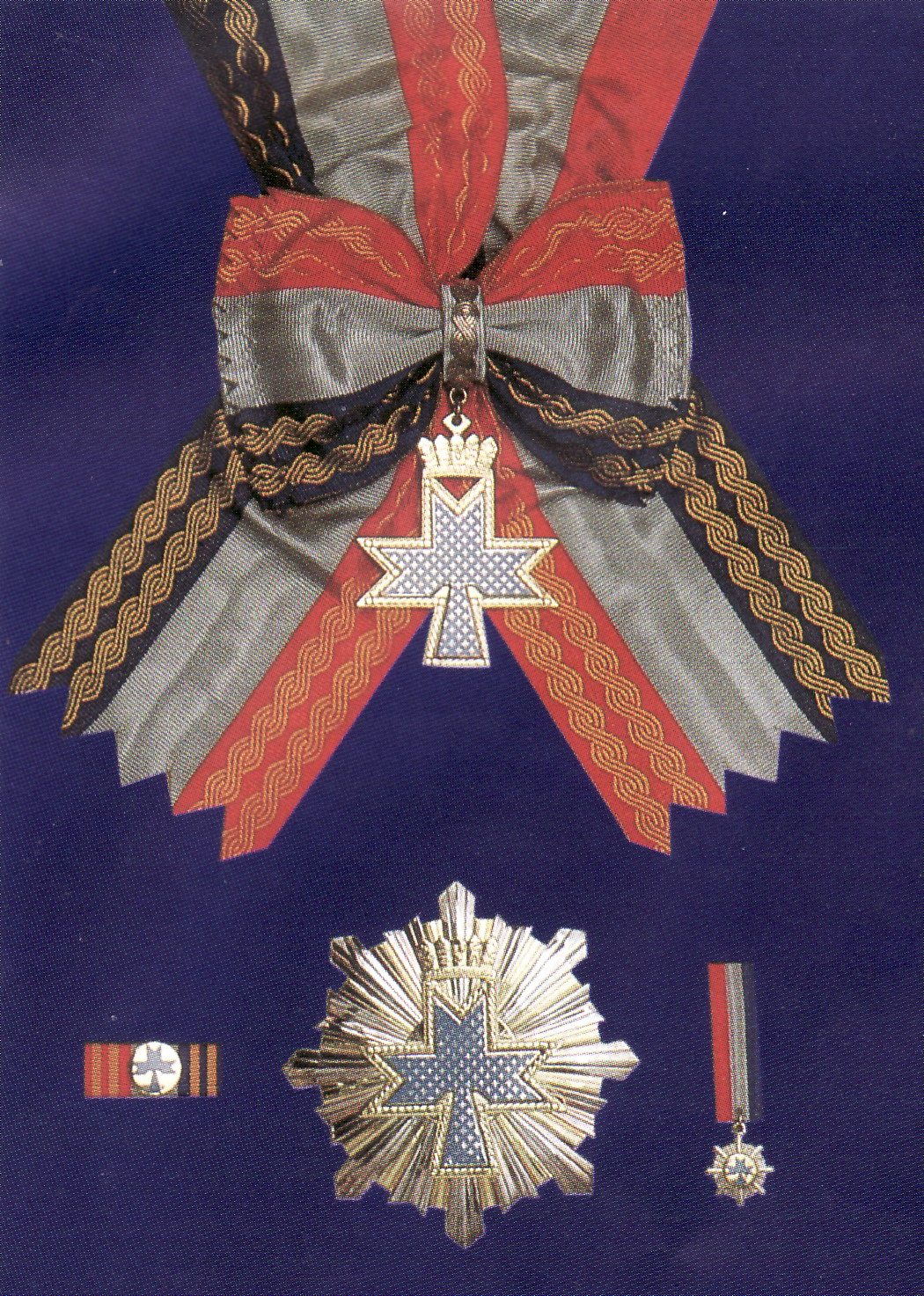
Grote Orde van Koningin Jelena

De Grote Orde van Koningin Jelena, (Kroatisch: "Velered kraljice Jelene"), of voluit "Grote Orde van Koningin Jelena met grootlint en ster" ("Velered kraljice Jelene s lentom i Danicom") is de tweede ridderorde van Kroatië en volgt in rang op de Orde van Koning Tomislav.
Kenmerkend voor een "Grote Orde" is in het orderecht en de faleristiek dat deze één enkele graad kent en alleen aan zeer hooggeplaatste personen wordt verleend. De Kroatische regering houdt zich bij haar twee "Grote Orden" aan dit gebruik en verleent de Grote Orde van Koningin Jelena aan premiers en prinsen-gemaal terwijl de Grote Orde van Koning Tomislav voor koningen en presidenten gereserveerd is.
De Kroatische regeringen verleende de orde van Koningin Jelena aan premiers, prinsen-gemaal en hoofden van internationale volkenrechtelijke organisaties die zich voor Kroatiës "internationale reputatie, status, onafhankelijkheid, integriteit en ontwikkeling" hebben ingezet. Ook het bevorderen van de "vriendschappelijke relaties met andere volkeren" kan een reden zijn om deze orde toe te kennen.
Militairen kunnen de orde voor hun "formuleren van militaire strategie en doctrine en het leiderschap in de Kroatische strijdkrachten" ontvangen.

## Versierselen
Het kleinood is een gouden, lichtblauw geëmailleerd drieblad.Boven het drieblad is een verhoging in de vorm van de als een kroon samengevoegde wapenschilden van de vijf Kroatische territoria aangebracht.
Op de ring van deze kroon staat het motto "KRALJICE JELENE"
De ster is uit zilveren en gouden stralen opgebouwd en heeft acht punten. Het kleinood, zonder kroon, is op de ster gelegd.
Het lint is van gewaterde zijde in de kleuren van de Kroatische vlag. Het blokkenpatroon van het Kroatische wapen is in de stof geweven.
Het baton is merkwaardig genoeg heel anders van kleur dan het grootlint. Op uniformen draagt men een rood-wt-blauw-gouden lintje met een miniatuur van de ster.

## Dragers van de orde
- Prins Hendrik van Denemarken 2003[3]
- Alija Izetbegović (1995) Indertijd de president van Bosnia-Herzegovina[4]
- Gerhard Schroeder (2007), oud-bondskanselier van Duitsland[5]
- Mikuláš Dzurinda
- Wolfgang Schüssel
- Helmut Kohl
- Josep Borrell Fontelles
- Wilfried Martens
- Hans-Gert Pöttering
- József Antall
- Madeleine Albright
- Moeder Teresa
- Alija Izetbegović
- Krešimir Zubak

## voetnoten
1. ↑  Mr. O.Schutte, De Orde van de Unie, 1981
2. ↑  Zakon o odlikovanjima, section 8
3. ↑  Ured predsjednika RH
4. ↑  Hrvatski spomenar. Gearchiveerd op 5 november 2021. Geraadpleegd op 29 december 2007.
5. ↑  Ured predsjednika RH